# مكتبة الأوقاف (الموصل)

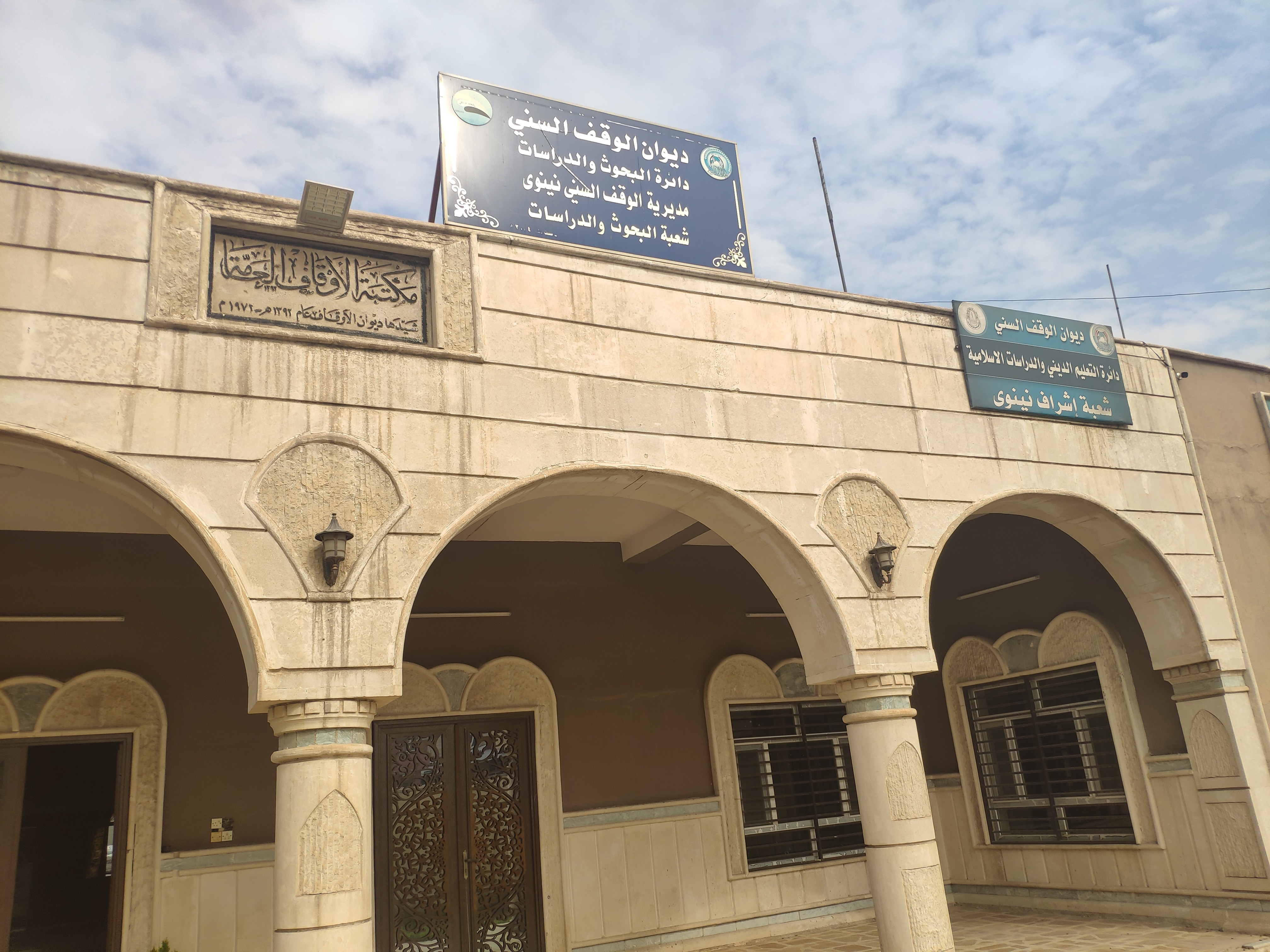
مكتبة الاوقاف العامة.

مكتبة الأوقاف المركزية أو مكتبة الأوقاف العامة هي مكتبة عامة تقع في الموصل قرب جامع النبي شيت، افتتحت سنة 1972 م.

## تاريخ المكتبة
كانت تحوي الموصل على الكثير من خزائن الكتب والتي كانت عادة في بيوت أصحابها أو في جوامع وكنائس البلدة. وفي منتصف القرن الرابع عشر الهجري (التاسع عثر ميلادي) انتشرت فكرة توحيد المكتبات ولم شتاتها في مكتبة واحدة. ويبدو أن أول الخطوات في هذا المجال بدأت سنة 1346هـ (1928م), واعتمدوا في بداية الأمر بجمع الكتب الوقفية. اسس سالم عبد الرزاق المكتبة وافتتحت سنة 1972 م.

## المقتنيات
المقتنيات هي بالأساس جمع للمقتنيات الشخصية ومقتنيات من الجوامع والمدارس الإسلامية. الخزائن الشخصية تعود إلى: عبد المجيد الخطيب، داود الجلبي، عبد الله مخلص، ميسر صالح الأمين، عبد الله الحسو، محمد صديق الجليلي، يوسف ذنون، عبد الهادي رؤوف، عبد الله نشأة، ومحمد أمين آل الملا يوسف.
وقد تعرضت المكتبة لعدد من حوادث السرقة لبعض مقتنياتها، ويقدر عدد الكتب والمخطوطات المسروقة بـ 463.

## وصلات خارجية
- حلقة عن مكتبة الأوقاف في الموصل - واثق الغضنفري - ملتقى أبناء الموصل